# Frane Mandić
Frane Mandić, hrvaški zdravnik, narodni delavec, * (?) 1850, Mihotići, † 2. januar 1924, Trst.
Rodil se je v revni družini, ki je v Istri dala več znanih hrvaških narodnih buditeljev. Gimnazijo je obiskoval v Trstu, Senju in na Reki. Medicino je študiral na Dunaju in Pragi. Kot zasebni in železniški zdravnik-nadzornik je vse življenje služboval v Trstu. Že kot študent je bil eden izmed ustanoviteljev prosvetnega društva Bratovšćina hrvatskih ljudi u Istri. Odlikoval se je v narodnem preporodu hrvaških in slovenskih prebivalcev Istre v Trstu. Aktivno je sodeloval v borbi Hrvatov in Slovencev za uresničitev njihovih prosvetnih pravic. V Trstu je bil predsednik čitalnice. V listu Naša sloga je objavil več člankov s področja zdravstva.